# 断背山 (小说)
《斷背山》是由美國女作家安妮·普露撰寫的同志题材短篇小說，講述兩名牛仔恩尼司·岱瑪與傑克·崔斯特的愛情故事，其靈感源於普露的所見所聞以及她的一些想像。《斷背山》於1997年10月13日刊登在《紐約客》雜誌上，後於1999年收錄在普露的故事集《近情情怯：怀俄明故事集》中，並在2005年獨立成書。《斷背山》廣受外界好評，並榮獲歐·亨利獎和美國國家雜誌獎。
該小說的同名改編電影由李安執導，黛安娜·歐莎納與賴瑞·麥克莫特瑞編劇，希斯·萊傑與傑克·葛倫霍分別飾演恩尼司與傑克。改編電影於2005年12月9日開始在美國院線上映，廣受影評人好評，且囊括多個獎項，如奧斯卡金像獎等。改編電影也使《斷背山》這篇小說更加知名，但普露聲稱她因收到許多粉絲的自創故事而感到困擾。《斷背山》亦曾改編成同名歌劇，由查爾斯·武奧里寧作曲，普露親自操刀歌劇劇本。

## 創作背景

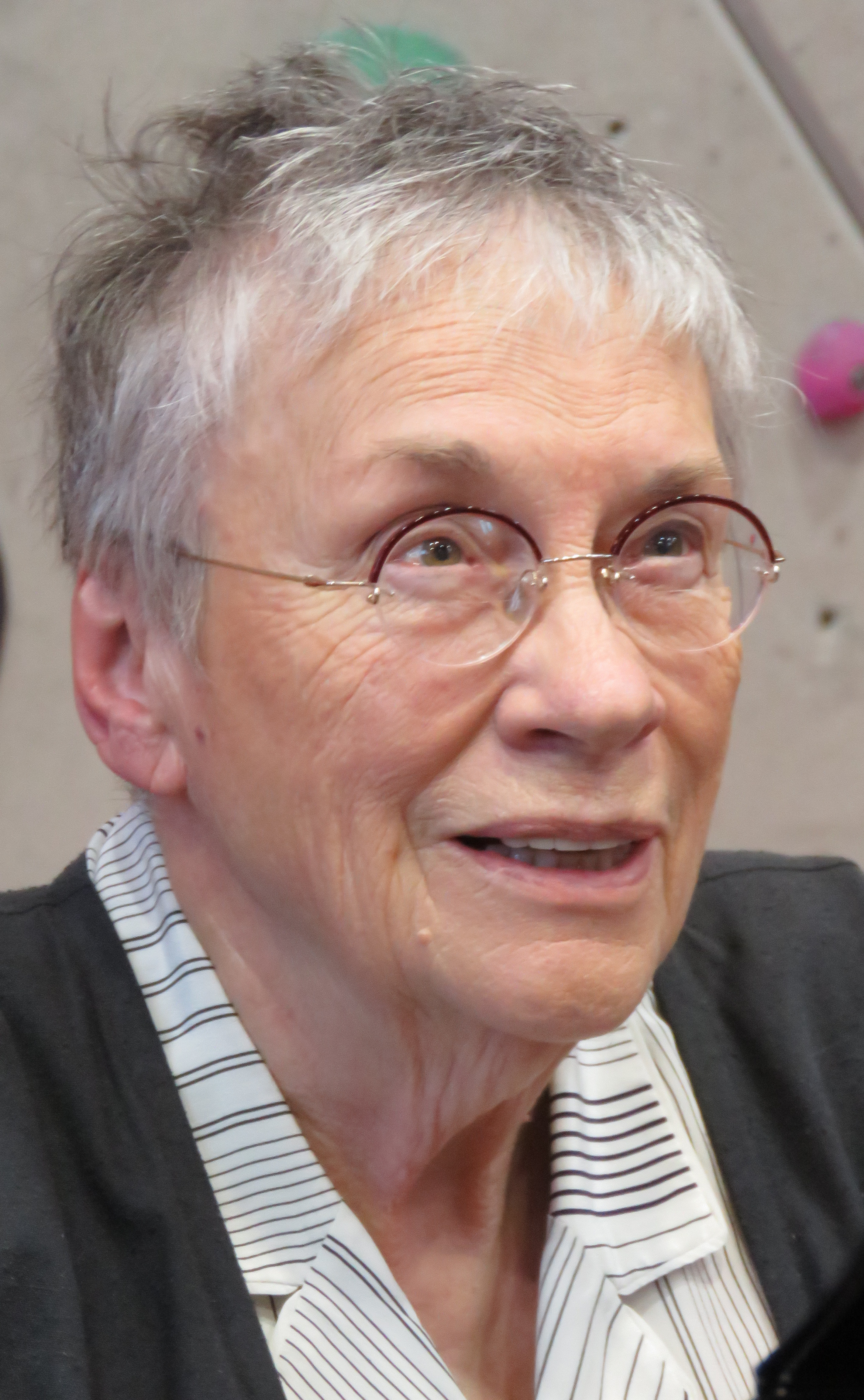
作者安妮·普露

該小說的作者安妮·普露於1960年代起從事小說寫作，1994年從佛蒙特州搬到懷俄明州居住。1997年初的某夜，她在當地的一間酒吧裡看到一位老牛仔，他頻頻看著正在打撞球的年輕牛仔，讓普露懷疑他是不是一位同性戀。數週後，普露耳聞一位酒館老闆說：「前晚店裡來了一對同性戀，若是那些常客當時在場的話，這兩位就倒大楣了」。普露從這些觀察中得到靈感，接著將多年下來的一些觀察融合想像，完成約兩萬字的短篇小說《斷背山》，共花了六個月的時間，約是她平常寫一篇小說的兩倍，前後擬過60次以上的草稿。為了激發寫作靈感，普露一邊聽著貝斯樂手查理·海登與帕特·麥西尼的歌一邊寫作。
文中的斷背山並不是真實存在的地方，名稱由來是普露看到一張地圖上有座以前沒看過的山，稱作「Break Back Mountain」，她認為這個名字「在各種層面上都行得通」，並且好過她原本想到的多個乏味名稱。主角恩尼司·岱瑪與傑克·崔斯特也是純粹想像出來的，與任何普露認識的人無關。在該文出版前，普露致電出版社，將《斷背山》的最後一句修改成「如果你無法改變，你只得默默承受」（If you can't fix it you've got to stand it）。《斷背山》於1997年10月13日刊登在《紐約客》雜誌上，後於1999年收錄在普露的故事集《近情情怯：怀俄明故事集》中。2005年12月2日，該小說由斯克里布納之子公司出版成書。

## 劇情
1963年，兩名年輕男牛仔恩尼司·岱瑪與傑克·崔斯特一同在美國懷俄明州的斷背山上放羊。一晚，兩人在帳篷裡第一次發生了性行為，並愛上了彼此。下山後，兩人各奔東西、娶妻生子，並有了各自的工作。四年後，恩尼司與傑克重逢，並在接下來每年去斷背山相處一兩次。然而，恩尼司的妻子艾爾瑪（Alma）發現了恩尼司與傑克的關係，夫妻倆的關係愈來愈差，終至離婚。1983年，傑克與恩尼司在斷背山上起了爭執。傑克受不了兩人一年就只見一兩次面，但恩尼司礙於工作和當地對同性戀的不友善（幼時目睹一具慘遭凌虐的同性戀的屍體）無法與傑克長相廝守。這一次上山也是傑克與恩尼司最後一次相處。
數月後，恩尼司得知傑克身亡的消息，打電話問傑克的妻子露琳（Lureen），露琳告訴他傑克在換輪胎時發生爆炸意外，被胎框砸傷，最後淹死在自己的血泊中，但恩尼司知道那一定不是意外。恩尼司從露琳口中得知傑克生前曾說過要把骨灰撒在斷背山上，但因她不清楚斷背山位在何處，便將骨灰寄給傑克的父母。恩尼司去找傑克的父母拿傑克的骨灰，但傑克之父堅持要將骨灰葬在家族墓地。恩尼司在傑克老家發現了傑克的襯衫，裡面套著恩尼司的襯衫，象徵著傑克對他的愛。他將兩件襯衫帶走，掛在自己的貨櫃屋牆上做紀念，一旁釘著斷背山的明信片。恩尼司看著襯衫和明信片，喃喃說道：「傑克，我發誓——」。

## 角色
- 恩尼司·岱瑪（英语：Ennis Del Mar）：老家在美國猶他州邊界的聖吉，幼時父母雙亡，由哥哥姐姐帶大[14]。恩尼司高中中輟，毫無前途，只能做苦工[14]。他娶艾爾瑪為妻（後離婚），兩人育有兩女：艾爾瑪二世（Alma Jr.）和法蘭芯[15]。
- 傑克·崔斯特（英语：Jack Twist）：老家在美國蒙大拿州邊界的閃電平原鎮，家境貧困[14]。傑克也是高中中輟生[14]。他曾是牛仔競技選手，經濟困頓，直到娶了有錢人家的女兒露琳為妻才改善。兩人育有一子[16]。
- 艾爾瑪：恩尼司之妻，與恩尼司離婚後改嫁給大河鎮的雜貨店老闆比爾[17]。
- 露琳：傑克之妻[16]。
- 喬·阿吉瑞：曾聘用恩尼司與傑克上斷背山放羊[18]。

## 反響
1998年，該小說榮獲短篇小說獎項「歐·亨利獎」的三獎，是普露第一次獲得該獎肯定。同年度的美國國家雜誌獎，最佳短篇小說獎頒給羅麗·摩爾、史蒂芬·米爾豪瑟和普露刊登在《紐約客》上的文章，普露即是藉由《斷背山》獲得這項肯定。《紐約時報》的書評理察·艾德稱讚道「普露的洞悉力在令人讚嘆的《斷背山》中嶄露無遺」。《泰晤士報文學副刊》的露西·亞金斯認為《斷背山》中融合了普露的各項長處，是一部「動人的愛情悲劇故事」。《波士頓週日環球報》的蓋兒·考德威爾將《斷背山》譽為「小說界的傑作之一」。《斷背山》被收錄進故事集《近情情怯：怀俄明故事集》後，《紐約時報》的克里斯多福·里曼-哈普特和《泰晤士報文學副刊》的威爾·伊夫斯（Will Eaves）評論道「（《斷背山》）是這本故事集中最棒的一篇」。書評伊蓮·秀沃特也認為《斷背山》是「所有故事中最驚人也最傑出的一篇」。改編電影的編劇之一黛安娜·歐莎納稱讚《斷背山》是「《紐約客》刊登過最棒的短篇故事」，而另一位編劇賴瑞·麥克莫特瑞則表示「但願這篇小說是我的作品」。

## 改編

### 電影

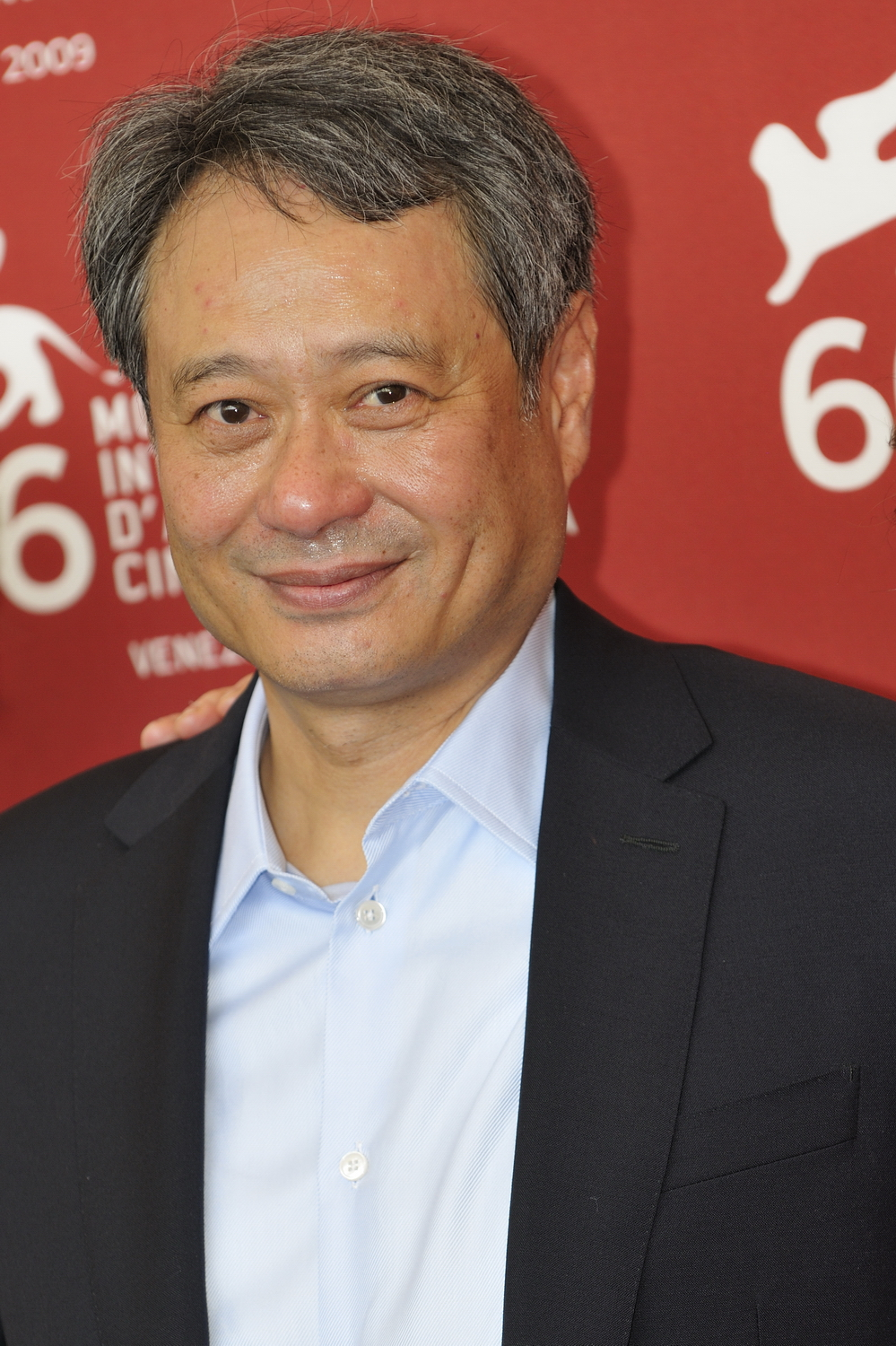
改編電影的導演李安

1997年10月，編劇二人組黛安娜·歐莎納與賴瑞·麥克莫特瑞讀到《斷背山》後大為讚賞，向普露買下了電影改編權。兩人於1997年年底完成劇本。導演葛斯·范桑、喬伊·舒麥雪與佩德羅·阿莫多瓦都曾有機會執導該片，但皆因故放棄。最後製片人詹姆士·夏慕斯找上了李安。2003年，希斯·萊傑與傑克·葛倫霍獲選飾演恩尼司與傑克。蜜雪兒·威廉絲、安·海瑟薇與蘭迪·奎德分飾艾爾瑪、露琳和喬。該片的主體拍攝在2004年夏天進行。電影的背景同樣設定在懷俄明州，不過劇組考量到預算問題而選在加拿大亞伯達省的洛磯山脈取景。劇情方面，該片的劇情較原著有幾處不同，普露曾寫信給劇組，但徒勞無功。對此她表示：「輪子已開始轉動。我不知道可以期待什麼，也試著不去想」。《斷背山》於2005年12月9日起在美國有限上映，廣受影評人好評，且入圍或榮獲許多獎項，如奧斯卡金像獎、金球獎、國家評論協會獎和英國電影學院獎。該片的同性戀主題也引起了許多爭議。

### 粉絲創作
在改編電影上映後，《斷背山》這篇小說更加知名。許多粉絲編寫了自己版本的故事，寄給普露。普露於2008年表示，她希望自己從未寫出這篇故事：「（改編電影）是我那無止盡煩惱的源頭」，「很多人誤解了這篇故事。我認為給一篇故事留下空間是很重要的，讀者可以自行去填滿那空間。但不幸的是，《斷背山》的讀者想像力實在太強了」，「甚至去修改他們不滿意的故事」。她說那些寄故事給她的作者們多半自稱「比普露還了解男人」，且「不斷寄給我可怕的手稿和色情的改寫故事，期待我報以讚美和掌聲。他們肯定不懂小說裡那句『如果你無法改變，你只得默默承受』的道理」，「讓我快瘋了」。

### 歌劇
2007年，曾得過普立茲音樂獎的作曲家查爾斯·武奧里寧觀看了《斷背山》的電影版，發覺該故事有著改編成歌劇的潛能。他為改編歌劇作曲，而普露則自願撰寫歌劇劇本。2014年1月28日，該劇在西班牙馬德里的皇家劇院首演。英、美評論家給予該劇的評價褒貶不一，不過西班牙當地媒體對該劇的評價相對較佳。

## 備註
1. ↑  臺灣前譯《崎嶇山巔》[1]。